# Bredon
Bredon är en ort och civil parish i Storbritannien.   Den ligger i grevskapet Worcestershire och riksdelen England, i den södra delen av landet, 150 km väster om huvudstaden London. Bredon ligger 26 meter över havet och antalet invånare är 1 957.
Terrängen runt Bredon är platt åt sydväst, men åt nordost är den kuperad. Terrängen runt Bredon sluttar västerut. Runt Bredon är det tätbefolkat, med 790 invånare per kvadratkilometer. Närmaste större samhälle är Cheltenham, 14,7 km söder om Bredon. Trakten runt Bredon består till största delen av jordbruksmark.